# Houp là
Pour plus de détails, voir Fiche technique et Distribution.
Houp là (Hoopla) est un film américain réalisé par Frank Lloyd, sorti en 1933.

## Synopsis
Lors d’un carnaval, le fils du directeur d'une émission de variétés va être séduit à ses dépends par une danseuse de hula qui ne reculera devant rien pour arriver à ses fins.

## Fiche technique
- Titre original : Hoopla
- Titre français : Houp là
- Réalisation : Frank Lloyd
- Scénario : Bradley King et Joseph Moncure March d'après la pièce The Barker" de Kenyon Nicholson, créée à Broadway en 1927, qui avait déjà été portée à l'écran en 1928 par George Fitzmaurice sous le titre The Barker, et qui le sera à nouveau en 1945 par George Seaton sous le titre Broadway en folie.
- Photographie : Ernest Palmer
- Pays d'origine : États-Unis
- Format : Noir et blanc - 1,33:1 - Mono
- Genre : drame
- Date de sortie : 1933

## Distribution
- Clara Bow : Lou
- Preston Foster : Nifty Miller
- Richard Cromwell : Chris Miller
- Herbert Mundin : Hap Spissel
- James Gleason : Jerry
- Minna Gombell : Carrie
- Roger Imhof : Colonel Gowdy
- Florence Roberts : Ma Benson
- Erville Alderson : le shériff (non crédité)
- Otis Harlan : le conseiller municipal (non crédité)
- Charles Sellon : le Colonel (non crédité)
- Harry Woods (non crédité)
- Bob Burns (non crédité)